# DOS-2
DOS-2 – niedoszła radziecka stacja kosmiczna, druga stacja programu Salut. Na orbitę nie dostała się z powodu awarii drugiego stopnia rakiety Proton K. Stacja z rakietą spadły do Pacyfiku, a przygotowywane do lotu i pracy na jej pokładzie załogi zostały przeniesione do grupy mającej pilotować loty na DOS-3.